# 艾氏琴鸟
，又称艾伯氏琴鸟，是雀形目琴鸟科的一种鸟类。
艾氏琴鸟体重约928克，翼长约261.9毫米，嘴峰长约41.9毫米，喙宽度约7.1毫米，喙厚度约8.2毫米，跗蹠长约101.1毫米，尾长约441.1毫米。艾氏琴鸟在其分布区内为留鸟，其栖息在密集的高大树木组成的森林中，食性为肉食性，主要食物来源是陆生无脊椎动物。
艾氏琴鸟分布于澳大利亚东部的雨林（昆士兰州的东南部和新南威尔士州的极东北部）。该物种是单型物种，没有亚种分化。